# Steve Carney
Stephen Carney (22 tháng 9 năm 1957 – 6 tháng 5 năm 2013) là một cầu thủ bóng đá người Anh thi đấu ở Football League ở vị trí hậu vệ cho Newcastle United, Carlisle United, Darlington, Rochdale và Hartlepool United.
Carney gia nhập Newcastle United vào tháng 10 năm 1979 từ Blyth Spartans với mức giá £1.000, có màn ra mắt ngày 1 tháng 12 trong chiến thắng 2 – 0 trước Fulham tại Second Division, và rời khỏi câu lạc bộ năm 1985 với giá £20.000 để chuyển tới Darlington.
Ông mất năm 2013 khi 55 tuổi vì ung thư tụy.